# Поремећаји срчаног ритма
Поремећаји срчаног ритма и фреквенције, лупање, прескакање срца су важни клинички проблеми јер могу тешко да поремете хемодинамику срчаносудовног (кардиоваскуларног) система и изазову срчани застој. Срчане аритмије могу да настану на више начина, па се на основу електрогенезе сврставају у три групе и то: а) повећана аутоматизација која се састоји у убрзавању спонтане дијастоличне деполаризације; б) поновно улажење импулса („reentry“ због делимично отежаног спровођења) и ц) асинхронија електрогенезе при чему се стварају „граничне струје“.
За успешно лечење поремећаја срчаног ритма, неопходно је познавање етиолошких чинилаца прескакања срца и тачна дијагностика појединих врста поремећаја ритма.

## Анатомија и патофизиологија спроводног система срца
Срце и њена електрична активност у тесној су спрези, означеној као нормална срчана активност, којом организам тежи да се заштити срце на најбољи могући начин од нежељених реакција. Поремећаји срчаног ритма могу бити нормална физиолошке реакције здравог срца, али и патолошка, потенцијално опасна стања по живот, због нарушене хемодинамике и настанка изненадне срчане смрти.
Срце се, анатомски, састоји од четири шупљине: десне и леве преткоморе, и десне и леве коморе. Десна страна срца пумпа крв у плућа а лева је пумпа у остатак тела. Крв из тела осиромашена кисеоником и са повећаним садржајем угљен-диоксид се сакупља у десној преткомори, а затим прелази у десну комору, која у одређеном ритму потискује крв у плућа, да покупи кисеоник и отпусти угљен-диоксид. Крв богата кисеоником враћа се у леву преткомору одакле је преткоморска пумпа одређеним ритмом потискује у леву комору. Леве коморе је много дебља од десне, јер мора да буде довољно јака да пошаље крв по целом телу.
Срце је двофазна електрична пумпа чији је задатак да омогући циркулацију крви кроз тело. Почетни електрични импулс који настаје у преткоморама покреће срчану пумпу у рад, и на тај начин почиње процес упумпавања крви и њеног кретања (циркулације) кроз тело. Овај импулс генерише посебна група ћелија које се налазе у горњем делу преткоморе срца, које делују као аутоматски пејсмејкер, из кога шаљу електрични сигнал који се шири дуж спроводног система (неке врсте електричних проводника) у срчаним мишићима, што омогућава координирани рад и функцију срчане пумпе у одређеном физиолошком ритму.
Сину-атријални систем
У срцу постоје посебне ћелије у десној преткомори груписан у тзв. сину-атријални (СА) део који образује истоимени преткоморни чвор, синусни чвор, односно Кејт-Флаков чвор (енгл. Keith-Flack node), који се налази у лумену десне преткоморе, и лежи између горње шупље вене и десног увастог наставка (десне аурикуле). Сноп овог чвора је дугачак 1 см а широк 3 см, и протеже се дуж терминалног гребена срца до доње шупље вене.
Синусни (Кејт-Флаков) чвор генерише први електрични импулс и омогућава срцу да ради на координисан начин у одређеном ритму. Зато се Кејт-Флаков чвор сматра „природним пејсмејкером“ срца. Синусни чвор је предводник рада срца, из кога се импулси прво шире кроз зид десне а затим и леве преткоморе. У овом чвору, у ритму од 60-80 у минути, јављају се импулси који изазивају контракцију срчаног мишића преткомора. На тај начин настаје систола преткомора.
Акциони потенцијал ћелија синусног чвора је мали (око 60 мВ) и одликују се заобљеним врхом. Током друге фазе (споре реполаризације) нема платоа, већ одмах настаје силазећи, десцендентни крак, тако да се друга и трећа фаза манифестује једном силазећом линијом. У ствари одмах по извршеној деполаризацији ћелија, настаје реполаризација ћелија синусног чвора. Током четврте фазе у ћелијама синусног чвора долази до спонтаног раста електричног потенцијала по једног критичног нивоа, који доводи до аутоматске активације ћелија (аутоматска деполаризација). Уколико критични ниво настаје нагло, брзо (нагиб постаје стрмији), уколико је аутоматизам у стварању импулса бржи и срчана фреквенција већа. Спорији развој критичног нивоа, праћен је споријом срчаном фреквенцијом.
Импулс који полази из синусног чвора шири се попут концентричних таласа кроз средишне делове миокарда преткомора брзином од 1 м/сек. деполаришући најпре миокард десне, а затим и леве преткоморе. Ова активација миокарда преткомора одвија се током 0,06 до 0.15 сец. (просечно 0,09 до 0,11 сек) и манифестује се таласом П на ЕКГ.
СА чвор генерише електрични ритам учесталости од 60 до 80 откуцаја срца у минуту. Ова ритам се споља може осетити као артеријски пулс. После почетне активације срца, мишићним ћелијама срца потребан је делић секунде да будите спремни да поново прими нови сигнал из пејсмејкера, и зато у електричном систему настаје јако кратка пауза у спровођењу сигнала.
Ова функција пејсмејкера почиње електричним импулсом који прати проводне путеве у зидовима преткомора, који скоро као кроз жица, проводе електрични импулс до „разводне кутије“ између преткомора и комора, која носи назив атриовентрикуларни чвор (АВ чвор). Овај електрични сигнал узрокује надражај мишићних ћелија у обе преткоморе у одређеном ритму.
Атриовентрикуларни систем
Импулс настао у преткоморама преноси се у коморе преко преткоморно-коморног (атриовентрикуларног) дела спроводног система, који сачињавају преткоморно-коморни или атриовентрикуларни чвор (АВ чвор), односно преткоморно-коморни чвор или Ашоф-Таварин чвор (енгл. Aschoff - Tawara) који се налази у нивоу десног преткоморно-коморног (атриовентрикуларног) ушћа и преткоморно-коморног снопа или Хисовог снопа који директно започиње од овог чвора. Атриовентрикуларни чвор, у одрасле особе је величине од 2 до 3 мм у ширину и 5 до 6 мм у дужину. Дебљина му је око 0,75 до 1 мм, а његове везе улазе у миокард десне и леве преткоморе и са Хисовим снопом чине основни контакт, који има посебна својства у систему спровођења импулса са преткомора на коморе.
Хисов сноп представља једину директну везу миокарда преткомора са миокардом комора. Полази од атриовентрикуларног чвора према наниже и протеже се кроз мембранозни део међукоморне преграде. На горњем крају међукоморне преграде дели се на два крака, леви и десни. Оба крака протежу се кроз међукоморну преграду до врха срца, где се гранају у зиду комора, све до завршних Пуркинијевих влакана.
Нервни импулси прво стижу у папиларне мишиће, који се зато први контрахују а потом следи контракција миокарда комора. Контракција миокарда започиње у подручју врха срца и шири се према бази комора.
Блокадом тог чвора неће уследити систола комора после систоле преткомора. У том случају у многим ћелијама у миокарду комора појавиће се неконтролисано и спонтано стварање нових нервних импулса што доводи до неправилног рада или фибрилације комора.
- Спроводни систем срца

Свака ћелија у срцу може да делује као пејсмејкер. Здрав СА чвор је од суштинске важности јер може аутономно да генерише импулсе по стопи од 60 до 80 откуцаја у минути. Такође и здрава АВ чвор може да ради по стопи од око 40 откуцаја у минути. Ако је потребно, и саме коморе могу генерисати откуцаје срца, по стопи од око 20 откуцаја у минуту. Ово се дешава када ћелије преткомора не генеришу електрични импулс или ако је пренос електричних сигнала на комору блокиран. Међутим, ови ниже стопе откуцаја у минути могу бити разлог немогућности срца да пумпа крв по тели да задовољи своје потребе што може да доведе до хипоксије, бола у грудима, слабости, и све то пролазног облика.

## Етиологија[7]

### Основни облици поремећаја срчаног ритма[8]

#### Тахикардија
Тахикардија је сваки (убрзани) срчани ритам фреквенције >100 откуцаја у минути. Горња граница физиолошке синусне тахикардије оквирно се рачуна по формули: 220/мин – године старости. На појаву тахикардије утиче вегетативни нервни систем активацијом бета-1 рецептори који се налазе у срцу. Наиме надражајем бета-1 рецептора долази до убрзања рада срца, повећања снаге контракције, повећања брзине спровођења и повећања раздражљивости срчаних ћелија.
Тахикардија може бити:
Синусна тахикардија
Синусна тахикардија је најчешће пролазна физиолошка реакција при напору, или током дисања, и не представља никакав патолошки налаз. Чешћа је код деце и особа са лабилним неуровегетативним системом.
Синусна тахикардија од 100 до 12о у минуту ако дуже траје може бити узрокована различитим патогенетским поремећајима срца и крвних судова (узнемиреност, фебрилност, анемија, дехидрација, хипотензија или хипотензивни шок, болести срца, тиреотоксикоза).
У дијагностици обавезно проверити да ли постоји хипоксемија (клинички знаци су тахипнеа, коришћење интеркосталне мускулатуре при дисању, парадоксно абдоминално дисање, а најсигурније је проверити сатурацију хемоглобина пулсном оксиметријом).
Лечење синусна тахикардија не захтева специфичну терапију (довољно је утврдити и лечити узрок).
Када је функција срца значајно оштећена минутни волумен срца више зависи од срчане фреквенције јер је ударни волумен ограничен – у таквим условима свако инсистирање на „нормализацији“ фреквенције може да има негативан ефекат!
Тахикардија са уским QRS комплексима (<0,12 s)
У ову групу тахикардија спадају: преткоморска (атријална) фибрилација (АФ), преткоморски (атријални) флатер (Афл), преткоморокоморска (атриовентрикуларна) нодална реентри тахикардија (АВНРТ), преткоморокоморска (атриовентрикуларна) реентри тахикардија која укључује и акцесорни пут (АВРТ), преткоморска (атријална) тахикардија (аутоматске или реентри), мултифокална преткоморска (атријална) тахикардија (МАТ), спојничке тахикардије (најчешће присутне код деце).
Критеријуми за дијагнозу суправентрикуларне тахикардије (СВТ): уски QRS комплекси(<0,12 s) и широки QRS комплекси, када од раније постоји блок гране Хисовог снопа или аберантно провођење при бржим срчаним фреквенцијама
Разликовање тахикардија које су ограничене на преткоморе од тахикардија које укључују АВ чвор има суштинске терапијске импликације - преткоморске (атријалне) тахикардије, АФ, Афл, МАТ могу се успорити али не и зауставити применом лекова који успоравају атриовентрикуларно провођење, док се тахикардије које укључују и АВ чвор могу зауставити овим лековима!
Тахикардија са широким QRS комплексима (≥0,12 s)
У ову групу тахикардија спадају: коморска (вентрикуларна) тахикардија (ВТ) или вентрикуларна фибрилација (ВФ), суправентрикуларна тахикардија (СВТ) са аберантним провођењем, тахикардије са акцесорним путем (WPW синдром), ритам коморског пејсмејкера.
У ову групу тахикардија спадају и:
- Тахикардије са регуларним (једнаким) R-R интервалима и мономорфним QRS комплексима: мономорфна вентрикуларна тахикардија (ВТ) или суправентрикуларна тахикардија (СВТ) са аберантним провођењем
- Тахикардије са ирегуларним (неједнаким) R-R интервалима или полиморфним QRS комплексима: полиморфна коморска (вентрикуларна тахикардија) (ВТ) или АФ или Афл са аберантним провођењем.

#### Брадикардија
Брадикардија је сваки срчани ритам фреквенције <60 откуцаја у минути.
Синусна брадикардија
Успорење синусног ритма (брадикардија) испод 60, 50 ређе и 40 у минуту, може бити физиолошка реакција код добро утренираних особа (спортиста, тешких физичких радника) или код особа са израженом ваготонијом.
Брадикардија се може јавити и у патолошким стањима: хипертензија, коронарна болест, стања повећаног интракранијалног притиска, иктерус (жутица), хипотиреоза, интоксикација дигиталисом, кинидином итд.

## Клиничка подела поремећаја срчаног ритма
Срчане аритмије се могу поделити на више начина на основу локализације аритмогеног жаришта и процеса или на основу фреквенције и регуларности срчаних откуцаја и стања QRS комплекса. Група аутора Упутство-подсетник. Ургентна стања у интерној медицини, Катедра за ургентну медицину ВМА Београд, 2000.
Подела поремећаја срчаног ритма на основу анатомске локализације аритмогеног жаришта за многе кардиологе је најприхватљивија, па се на основу тога аритмије разврставају на преткоморске (суправентрикуларне), коморске (вентрикуларне) и аритмије због поремећаја проводног система.
| Анатомска локализација аритмогеног фактора | Облици |
| ------------------------------------------ | --- |
| Преткоморни поремећаји ритма               | - Синусна тахикардија - Синусна брадикардија - Пароксизмална преткоморна тахикардија - Фибрилација срчаних преткомора - Лепршање (флатер) преткомора - Преткоморне екстрасистоле                             |
| Коморни поремећаји ритма                   | - Коморне екстрасистоле - Убрзани идиовентрикуларни ритам - Коморна тахикардија - Коморни флатер - Фибрилација срчаних комора - Коморна тахикардија типа »torsade de pointes« — хаотична коморна тахикардија |
| Аритмије у поремећајима проводног система  | - Атриовентрикуларни (АВ) блок другог степена - Gerbec-Morgagni-Adams-Štokesov синдром |

## Дијагноза
Дијагноза поремећаја срчаног ритма утврђује се на основу:
Анамнеза
Физикални преглед
У току иницијалног прегледа пацијент са тешким поремећајем срчаног ритма може одавати утисак тешког и животно угроженог пацијента (блед, презнојен, цијанотичан), али се може жалити на минималне тегобе и одавати утисак лакшег пацијента. Кожа: хладна, влажна, бледа, палпација пулса и аускултација срца констатује се поремећај ритма.
ЕКГ
Стандардни 12-канални ЕКГ је најважнији и најједноставнији тест за идентификацију пацијента са поремећајем срчаног ритма. Званичне препоруке наводе да је основни циљ да се пацијенту са поремећајем срчаног ритма уради ЕКГ у првих 10 минута од првог контакта са лекаром.
На иницијалном ЕКГ у највећем броју случајева може се на основу морфологије таласа утврдити врста поремећаја срчаног ритма.
Лабораторијски тестови
Од лабораторијских анализа користе се; крвна слика, минералограм, основне биохемијске анализе (креатин AST, ALT, TSH)
Радиграфија срца и плућа
Холтер ЕКГ
'Холтер ЕКГ или динамичка електрокардиографија је посебна, неинвазивна дијагностичка метода за регистрацију електрокардиограма (ЕКГ) и праћења рада срца у дужем временском периоду (најчешће од 24 до 48 часа а према потреби и 5-7 дана) уз помоћ, малог преносног апарата (холтер ЕКГ) који са собом носи пацијент у току дневно-ноћних активности. Применом холтер ЕКГ, лекар стиче објективни увид у стање срчаног ритма и његов рад, у току дужег временског периода, у реалном животу, за време обављања свакодневних активности пацијента, што може бити од изузетне користи код утврђивање одређених поремећаја срчаног ритма и одређивање даљег испитивања или лечења. Осим код болесника ова метода се може применити и у селекцији људства, са суспектних поремећајима срчаног ритма, за специјалне дужности али и у области научноситраживачког рада.
Ергометрија
Ултразвук срца
Интракардијална електрокардиографија
У другој половини и последње деценије 20. века уведене су нове могућности у дијагностици аритмија. Најпре је остварена клиничка примена бележења електрограма Хисовог снопа пласирањем катетера сонде интракардијално. а потом и клиничка могућност програмиране електростимулације у провоцирању пароксизмалних тахикардија и њиховог прекидања у кардиолошкој клиничкој лабораторији. Интракардијално електрофизиолошко испитивање довело је до потпуног разумевања поремећаја у спроводном систему и тахикардијама. Истовремено, интракардијална електрофизиолошка испитивања су отворила могућност локализовања патоанатомског супстрата као основног електрофизиолошког феномена одговорног за поремећени срчани рад, а потом и његово уклањање применом одговарајуће, најчешће радиофреквентне енергије преко катетера-сонде, у локалној анестезији, без отварања грудног коша са високим успехом и прихватљивим, најчешће минималним компликацијама.

## Терапија
Лекови за интравенску примену код суправентрикуларних и или вентрикуларних тахикардија
| Лек                   | Дејство | Индикације | Нежељена дејства                                                  |
| --------------------- | --- | --- | ----------------------------------------------------------------- |
| Аденозин              | - Краткотрајна супресија синусног чвора - Успорење АВ провођења - Вазодилатација                                        | - Стабилна регуларна тахикардија са уским QRS - Нестабилна тахикардија са уским QRS током припреме за електричну кардиоверзију - Стабилна, регуларна мономорфна тахикардија са широким QРС (као дијагностички или терапијски корак)                                      | - Хипотензија, - Бронхоспазам, - Нелагодност у грудима            |
| Верапамил (Дилтиазем) | - Успорава АВ провођење, - Продужава рефрактерност АВ чвора, - Вазодилататор                                            | - Стабилне тахикардије са уским QRS уколико нису прекинуте вагалним маневрима или аденозином, - Рекурентна тахикардија са уским QRS - Контрола коморске фр код АФ или Афл                                                                                                | - Хипотензија, - Брадикардија, - Погоршање срчане инсуфицијенције |
| Метопролол Атенолол   | - Бета блокатори (смањују срчану фреквенцу, АВ провођење и крвни притисак)                                              | - Стабилне тахикардије са уским QRS уколико нису прекинуте вагалним маневрима или аденозином, - Рекурентна тахикардија са уским QRS - Контрола коморске фр код АФ или Афл - Полиморфне ВТ у исхемији миокарда, код синдрома продуженог QТ интервал или катехоламинске ВТ | - Хипотензија, - Брадикардија, - Погоршање срчане инсуфицијенције |
| Дигиталис             | - Споро делује, - Појачава тонус парасимпатикуса, - Успорава АВ провођење у мировању, али не и током физичке активности | - Контрола коморске фр, код АФ или Афл | - Брадикардија                                                    |
| Амиодарон             | - Блокатор натријумских, калијумских и калцијумских канала, - Блокатор алфа и бета рецептора                            | - Стабилна ирегуларна тахикардија са уским QRS (АФ) - Стабилна регуларна тахикардија са уским QRS - Контрола коморске фр код преткоморских тахиаритмија са преексцитацијом - Хемодинамски стабилна мономорфна ВТ - Полиморфна ВТ са нормалним QТ интервалом              | - Брадикардија - Хипотензија - Флебитис                           |
| Лидокаин              | - Блокатор натријумских канала (релативно слаб)                                                                         | - Хемодинамски стабилна мономорфна ВТ | - Конфузија - Поремећај говора - Халуцинације - Брадикардија      |